# Fei (Linyi)
Der Kreis Fei (chinesisch 费县, Pinyin Fèi Xiàn) ist ein Kreis in der ostchinesischen Provinz Shandong. Er gehört zum Verwaltungsgebiet der bezirksfreien Stadt Linyi. Fei hat eine Fläche von 1.660 km² und zählt 923.475 Einwohner (Stand: Zensus 2010). Sein Hauptort ist die Großgemeinde Feicheng (费城镇).

## Administrative Gliederung
Auf Gemeindeebene setzt sich der Kreis aus vierzehn Großgemeinden und vier Gemeinden zusammen. 